# Fuente la Lancha
Fuente la Lancha is een gemeente in de Spaanse provincie Córdoba in de regio Andalusië met een oppervlakte van 8 km². Fuente la Lancha telt 355 inwoners (1 januari 2016).

## Demografische ontwikkeling
Bron: INE, 1857-2011: volkstellingen